# Gambusia rhizophorae
Gambusia rhizophorae är en fiskart som beskrevs av Rivas, 1969. Gambusia rhizophorae ingår i släktet Gambusia och familjen Poeciliidae. Inga underarter finns listade i Catalogue of Life.